# Колужун
Колужун (на сръбски: Колужуњ) е село в Черна гора, разположено в община Котор. Населението му според преброяването през 2011 г. е 0 души.

## Население
Численост на населението според преброяванията през годините:
- 1948 – 50 души
- 1953 – 47 души
- 1961 – 51 души
- 1971 – 37 души
- 1981 – 10 души
- 1991 – 1 души
- 2003 – 7 души
- 2011 – 0 души